# Cimbora (gyermeklap, 1990–1992)
A Cimbora gimnazistáknak való romániai magyar gyermeklap, a Jóbarát jogutódja. Főszerkesztője: Csire Gabriella. A szerkesztőségben volt bel- és külmunkatársak tudósítottak Kolozsvárról, Székelyudvarhelyről és Csíkszeredából.
Megszüntetése idején (1992 végén) az erdélyi iskolákban 16 000 előfizetője volt.

## Írói gárdája
Írói gárdája az erdélyi magyar irodalom legjobbjaiból került ki. Méhes György, Marton Lili, Bajor Andor, Csire Gabriella, Bölöni Domokos, Péterfy Emília prózája és Horváth Imre, Lászlóffy Aladár, Markó Béla, Páll Lajos, Tóth István, Jancsik Pál, Lendvay Éva, Ferenczes István, Halmágyi Samu, Magyari Lajos versei tették olvasmányossá a rövid életű lapot.

## Profilja
A gyermek- és ifjúsági irodalom anyaga mellett sok más – történelmi, vallási, természettudományi, hobbi jellegű – rovatot tartott fenn. A lap szerkesztősége széles körű levelezést folytatott gyermek olvasóival és irodalmi, nyelvészeti, matematikai, képzőművészeti vetélkedőket folytatott a lap hasábjain.